# ترعم (المهرة)

تعديل مصدري - تعديل

ترعم هي إحدى قرى مديرية منعر التابعة لمحافظة المهرة، بلغ تعداد سكانها 15 نسمة حسب تعداد اليمن لعام 2004.